# Calzada de los Molinos (kommunhuvudort)
Calzada de los Molinos är en kommunhuvudort i Spanien.   Den ligger i provinsen Provincia de Palencia och regionen Kastilien och Leon, i den norra delen av landet, 230 km norr om huvudstaden Madrid. Calzada de los Molinos ligger 828 meter över havet och antalet invånare är 374.
Terrängen runt Calzada de los Molinos är platt. Runt Calzada de los Molinos är det glesbefolkat, med 9 invånare per kvadratkilometer. Närmaste större samhälle är Carrión de los Condes, 4,6 km öster om Calzada de los Molinos. Trakten runt Calzada de los Molinos består till största delen av jordbruksmark.